# Phare du cap San Pablo
Le phare du cap San Pablo (en espagnol : Faro Cabo San Pablo) est un phare actif situé sur le cap San Pablo (Département de Río Grande), dans la Province de Terre de Feu en Argentine.
Il est géré par le Servicio de Hidrografía Naval (SHN) de la marine .

## Histoire
Le premier phare a été mis en service le 15 mars 1945 à 80 km au sud-est de la ville de Río Grande, sur la partie est de la Grande île de la Terre de Feu. Le 17 décembre 1949, une secousse sismique a provoqué l'inclinaison dangereuse de la petite tour quadrangulaire de 6 m de haut soutenant une lanterne cylindrique. L'équipement optique a été retiré pour être remonté sur une nouvelle structure.
Le second phare n'a été remis en service qu'en 1966, proche du premier. Il est automatique et fonctionne à l’énergie solaire fournie par des panneaux solaires photovoltaïques.

## Description
Ce phare  est un tour métallique pyramidale à claire-voie, avec une plateforme et une balise de 6 m de haut. La tour est peinte d'une marque de jour en  noire et jaune. Il émet, à une hauteur focale de 136,5 m, deux éclats blancs de 0.8 seconde, séparés par 6.5 secondes, par période de 20 secondes. Sa portée est de 11.2 milles nautiques (environ 21 km).
Identifiant : ARLHS : ARG-074 - Amirauté : G1275 - NGA : 110-20260 .

## Caractéristique dufeu maritime
Fréquence : 20 secondes (W-W)
- Lumière : 0.8 seconde
- Obscurité : 6.5 secondes
- Lumière : 0.8 seconde
- Obscurité : 11.9 secondes

|               |
| Cap San Pablo |

### Lien connexe
- Liste des phares d'Argentine